# Emanuel and the Truth About Fishes
Emanuel and the Truth about Fishes es una película de drama y suspenso dirigida por Francesca Gregorini en 2013.

## Trama
Emanuel es una extraña chica de diecisiete años que vive con su padre Denis y su madrastra Janice. Perdió a su madre cuando estaba dándole a luz y eso la marcó profundamente en su vida. Un día una mujer, llamada Linda, se muda al vecindario con su pequeña hija, quien le despierta interés a Emanuel y se ofrece a cuidar a la bebé, luego de que Linda le comentara a su madrastra que está buscando una niñera. En pocos días establecen un estrecho vínculo, pero todo va a complicarse para Emanuel cuando descubra el gran secreto que oculta Linda.

## Reparto
- Kaya Scodelario como Emanuel.
- Jessica Biel como Linda.
- Alfred Molina como Denis.
- Frances O'Connor como Janice.
- Aneurin Barnard como Claude.
- Jimmi Simpson como Arthur.

- Datos: Q5369173